# Heisei Kenkyūkai
Das Heisei Kenkyūkai (jap. 平成研究会, dt. „Heisei-Forschungsrat“) ist nach dem Seiwa Seisaku Kenkyūkai und dem Ikōkai die drittgrößte Faktion innerhalb der japanischen Liberaldemokratischen Partei (LDP). Seit 2021 steht sie unter dem Vorsitz von Toshimitsu Motegi und wird daher meist als Motegi-Faktion (茂木派 Motegi-ha) bezeichnet. Ihr gehören 2021 knapp 50 Mitglieder der beiden LDP-Fraktionen im Nationalparlament an.
Das Heisei Kenkyūkai entstand aus dem Donnerstagsklub (木曜クラブ, Mokuyō Kurabu) von Susumu Nikaidō, dem Nachfolger der Faktion des durch den Lockheed-Skandal beschädigten Kakuei Tanaka. Noboru Takeshita und Shin Kanemaru gründeten bereits 1984 das Sōseikai (創政会) zunächst als Untergruppierung der Tanaka-Faktion und machten daraus eine eigenständige Faktion. Ab 1987 hieß sie Keiseikai (経世会), die Umbenennung in Heisei Kenkyūkai erfolgte schließlich 1996. „Heisei“ war die Regierungsdevise des bis 2019 amtierenden Kaisers Akihito, sollte also die Gegenwart bezeichnen. Mit Ryūtarō Hashimoto und Keizō Obuchi stellte das Heisei Kenkyūkai zuletzt 1995–2000 den LDP-Parteivorsitzenden und Premierminister von Japan.

## Vorsitz
- Noboru Takeshita (1985–1987)
- Shin Kanemaru (1987–1992)
- Keizō Obuchi (1992–1998)
- Tamisuke Watanuki (1998–2000)
- Ryūtarō Hashimoto (2000–2004)
- vakant (2004–2005)
- Yūji Tsushima (2005–2009)
- Fukushirō Nukaga (2009–2018)
- Wataru Takeshita (2018–2021 †)
- Toshimitsu Motegi (2021–)[1]